# Distrito de Callanmarca
El Distrito peruano de Callanmarca es uno de los 12 distritos de la Provincia de Angaraes, ubicada en el Departamento de Huancavelica, bajo la administración del Gobierno regional de Huancavelica, Perú.

## Historia
El distrito fue creado mediante Ley N° 9354 del 28 de febrero de 1941, en el primer gobierno del Presidente Manuel Prado Ugarteche.

## Geografía
El distrito abarca una superficie de 26,02 km²

## Autoridades

### Municipales
- 2023 - 2026[2]
  - Alcalde: Rodolfo Dean Marcas Huaman, del Movimiento Regional Agua.
  - Regidores:

  1. Raul Perez Lapa
  2. Alicia Inga
  3. Heberson Cardenas Astupillo
  4. Carmen Ccanto Castro
  5. Cirilo Uchuypoma Montes (regidor de oposición)

Alcaldes anteriores
- 2011-2014:[3] Serapio Areche Astupillo, Movimiento independiente Trabajando para Todos (TpT).

## Festividades
- Señor de Amo- 1 de enero
- san pedro y san Pablo - 29 de junio
- Virgen del Carmen - 16 de julio
- Virgen del Rosario - 7 de octubre
- Fiesta del Niño Jesus- 25 de diciembre